# Андиаст
Андиаст (нем. Andiast) — деревня и бывшая коммуна в Швейцарии, в кантоне Граубюнден.
До 2017 года имела статус отдельной коммуны. 1 января 2018 года вошла в состав коммуны Брайль-Бригельс. Входит в состав региона Сурсельва (до 2015 года входила в округ Сурсельва).
Население составляет 226 человек (на 31 декабря 2006 года).

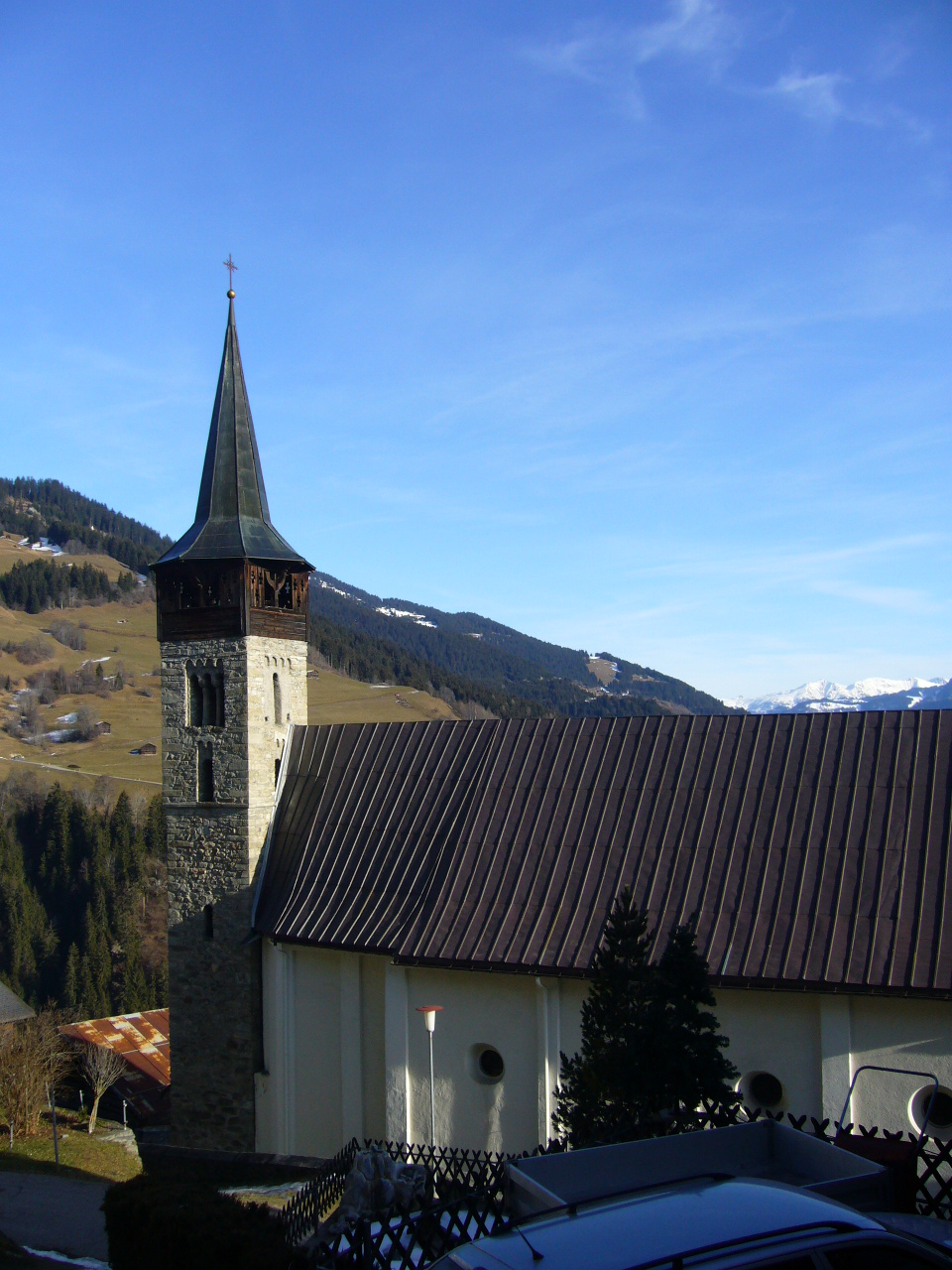
Андиаст

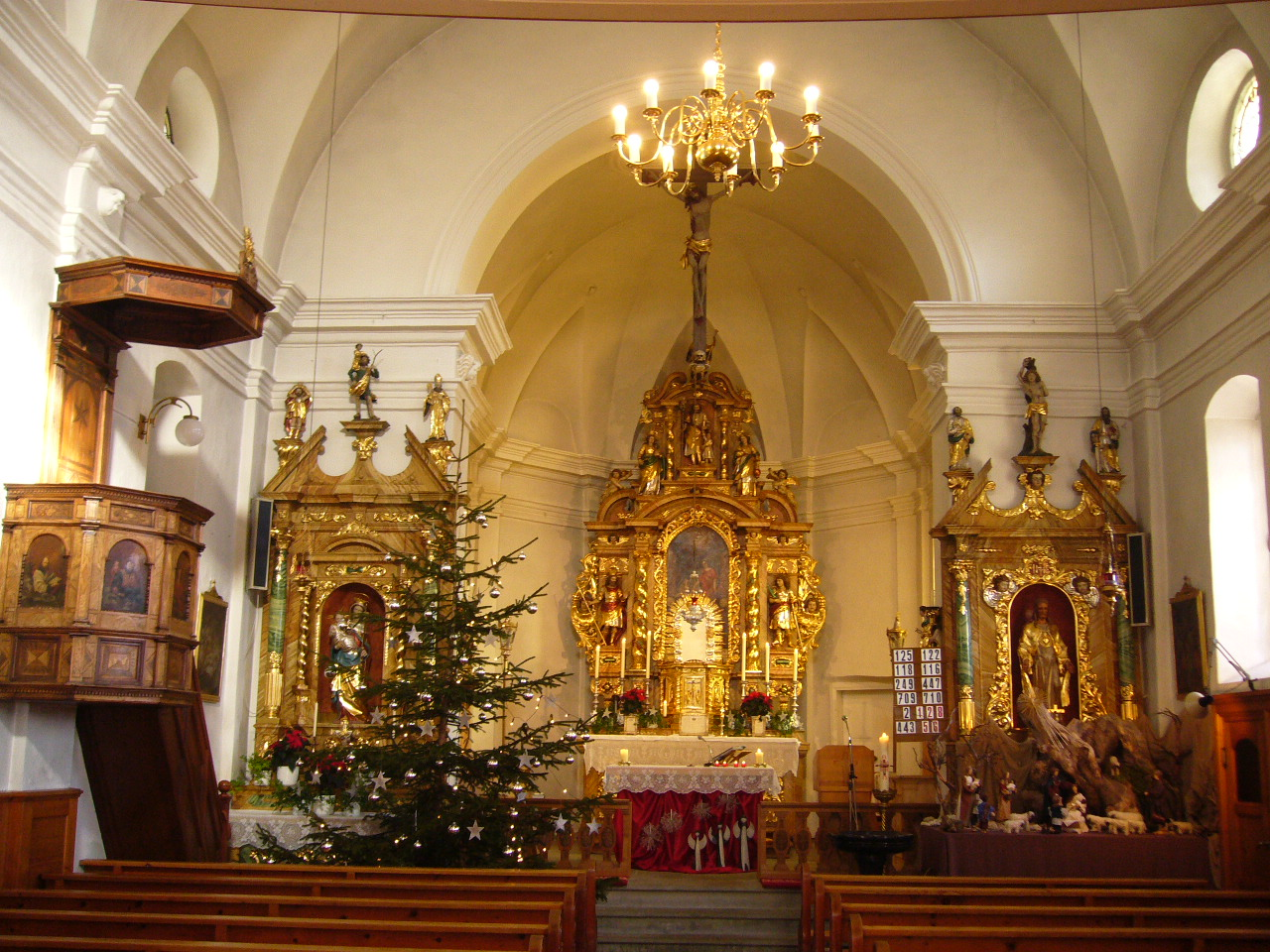
Андиаст

Официальный код — 3611.